# Командование военных комендатур (Литва)
Командование военных комендатур Войска Литовского (лит. Lietuvos kariuomenės karo komendatūrų valdyba)  — отдельный род войск территориальной обороны и мобилизации Войска Литовского.
Военные комендатуры как постоянные воинские части Войска Литовского созданы в 2024 году в рамках реализации концепции всеобщей обороны исходя из опыта российско-украинской войны.

## История

### Межвоенное время
Исторические события свидетельствуют о том, что военные комендатуры обладали огромными полномочиями в Литве в межвоенный период, особенно в период действия военного положения в стране. Они выполняли функции жандармерии и военной полиции.
Должность военного коменданта в Литовских вооруженных силах появилась с самого начала их создания, в 1918 году.

### Восстановление независимости
С 1990-го года в Литве действовали военные комендатурыДепартамента охраны края. В их задачи входила забота об инфраструктуре подразделений охраны края, информирование о службе и быте солдат, а также призыв молодежи в армию, патрулирование закрепленных территорий и несение караульной службы на объектах. Помимо выше перечисленного важной задачей военных комендатур являлось содействие скорейшему выводу российских войск с территории Литвы.
В комендатурах действовали комендантские части, где также проходили обязательную службу первые призывники восстановленной литовской армии. Комендатуры как соединения местного управления были ликвидированы в январе 1993 года. 11 сентября 1998 года Отдельный комендантский батальон Генштаба ВС Литвы реорганизован в Штабной батальон Войска Литовского «Великий князь Литовский Гедиминас».

### Современность
С 2019 года в Литве восстановлены комендатуры в качестве структур без единого командования размещёнными по территориальному принципу и комплектуемыми по принципу — комендант (военнослужащий профессиональной службы), его заместитель (военнослужащий доброволец) и штат по комендатуры из структуры Службы комплектации и воинской повинности а также резервистов.
В 2024 году тогдашний министр охраны края Лауринас Касючнас распорядился вывести и реформировать систему военных комендатур в мирное время и обеспечить их действующим штатом военнослужащих профессиональной службы, также ввести новый тип службы схожий с службой в добровольческих силах, однако более либеральный в отношении числа дней службы, требований к состоянию здоровья и внешности для солдат. Обучение солдат резерва возложено на Добровольческие силы охраны края — руководителем проекта (фактически и.о. командира командования) назначен полковник Данас Моцкунас.
1 мая 2024 года открыта регистрация добровольцев в военные комендатуры новой структуры, всего за первый этап регистрации проходивший с 1 мая по 31 августа 2024 года в военные комендатуры записалось 6 тысяч человек. Вопреки изначальным планам по временному закрытию регистрации — регистрация остановлена не была.
13 ноября 2024 года принесли присягу первые солдаты военных комендатур.
По словам полковника Данаса Моцкунаса (руководителя проекта) полное узаконивание соединения де-юре ожидается в 2025 году.

## Задачи
Министерством охраны края декларируются следующие задачи:
- Обеспечение комендантского часа
- Установление блокпостов
- Реквизиция имущества
- Наблюдение информационной среди
- Борьба с нелегальными вооружёнными группировками
- Поддержка взаимодействие с ведомствами, союзниками и координация действия с Добровольческими силами
- Охрана/оборона важных объектов
- Другие задачи главнокомандующего Войска Литовского

## Структура
Территориальные административно-боевые учреждения специализирующиеся на поддержке тыла войск, общественного порядка и территориальной обороне в районах своей прямой ответственности. Комплектуются солдатами комендатур и комендантскими стрелками, обучаемыми ДСОК.

### Типичная структура региональной военной комендатуры (6 регионов)
- Штаб коменданта
  - Отдел планирования операций
  - Рота обеспечения (взвод связи, взвод транспорта, взвод БПЛА, санитарное отделение)
- Центр воинской повинности и комплектации
- От 2 до 6 комендантских батальонов

### Типичная структура военной комендатуры в самоуправлении (54 самоуправления)
- Штаб коменданта
  - Отделение планирования операций
  - Отделение обеспечения
- Отделение воинской повинности и комплектации
- Комендантская рота

### Структура
- Командование военных комендатур
  - Штаб командования
  - Служба воинской повинности и комплектации
  -  Вильнюсская региональная комендатура
    - Штаб региональной комендатуры
    - Центр воинской повинности
    - 1-й комендантский батальон
    - 2-й комендантский батальон
    - (Ещё 4 батальона опционально)
    - Военная комендатура Тракайского района
      - Штаб комендатуры
      - Отделение воинской повинности
      - Комендантская рота

    - Военная комендатура Укмергского района
      - Штаб комендатуры
      - Отделение воинской повинности
      - Комендантская рота

    - Военная комендатура Шальчининкского района
      - Штаб комендатуры
      - Отделение воинской повинности
      - Комендантская рота

    - Военная комендатура Швенчёнского района
      - Штаб комендатуры
      - Отделение воинской повинности
      - Комендантская рота

    - Военная комендатура Ширвинтского района
      - Штаб комендатуры
      - Отделение воинской повинности
      - Комендантская рота

    - Военная комендатура Электренская
      - Штаб комендатуры
      - Отделение воинской повинности
      - Комендантская рота

  -  Каунасская региональная комендатура
    - Штаб региональной комендатуры
    - Центр воинской повинности
    - 1-й комендантский батальон
    - 2-й комендантский батальон
    - (Ещё 4 батальона опционально)
    - Военная комендатура Йонавского района
      - Штаб комендатуры
      - Отделение воинской повинности
      - Комендантская рота

    - Военная комендатура Кайщядорского района
      - Штаб комендатуры
      - Отделение воинской повинности
      - Комендантская рота

    - Военная комендатура Кедайнского района
      - Штаб комендатуры
      - Отделение воинской повинности
      - Комендантская рота

    - Военная комендатура Пренайского района
      - Штаб комендатуры
      - Отделение воинской повинности
      - Комендантская рота

    - Военная комендатура Расейнского района
      - Штаб комендатуры
      - Отделение воинской повинности
      - Комендантская рота

  -  Клайпедская региональная комендатура
    - Штаб региональной комендатуры
    - Центр воинской повинности
    - 1-й комендантский батальон
    - 2-й комендантский батальон
    - (Ещё 4 батальона опционально)
    - Военная комендатура Кретингского района
      - Штаб комендатуры
      - Отделение воинской повинности
      - Комендантская рота

    - Военная комендатура города Паланга
      - Штаб комендатуры
      - Отделение воинской повинности
      - Комендантская рота

    - Военная комендатура Скуодасского района
      - Штаб комендатуры
      - Отделение воинской повинности
      - Комендантская рота

    - Военная комендатура Шилутского района
      - Штаб комендатуры
      - Отделение воинской повинности
      - Комендантская рота

    - Военная комендатура Пагегская
      - Штаб комендатуры
      - Отделение воинской повинности
      - Комендантская рота

    - Военная комендатура Таурагского района
      - Штаб комендатуры
      - Отделение воинской повинности
      - Комендантская рота

    - Военная комендатура Шилальского района
      - Штаб комендатуры
      - Отделение воинской повинности
      - Комендантская рота

    - Военная комендатура Юрбаркского района
      - Штаб комендатуры
      - Отделение воинской повинности
      - Комендантская рота

  -  Шяуляйская региональная комендатура
    - Штаб региональной комендатуры
    - Центр воинской повинности
    - 1-й комендантский батальон
    - 2-й комендантский батальон
    - (Ещё 4 батальона опционально)
    - Военная комендатура Акмянского района
      - Штаб комендатуры
      - Отделение воинской повинности
      - Комендантская рота

    - Военная комендатура Ионикшкского района
      - Штаб комендатуры
      - Отделение воинской повинности
      - Комендантская рота

    - Военная комендатура Кельмеского района
      - Штаб комендатуры
      - Отделение воинской повинности
      - Комендантская рота

    - Военная комендатура Пакруойского района
      - Штаб комендатуры
      - Отделение воинской повинности
      - Комендантская рота

    - Военная комендатура Радвилишкского района
      - Штаб комендатуры
      - Отделение воинской повинности
      - Комендантская рота

    - Военная комендатура Тяльшяйского района
      - Штаб комендатуры
      - Отделение воинской повинности
      - Комендантская рота

    - Военная комендатура Мажейкяйского района
      - Штаб комендатуры
      - Отделение воинской повинности
      - Комендантская рота

    - Военная комендатура Плунгеского района
      - Штаб комендатуры
      - Отделение воинской повинности
      - Комендантская рота

  -  Паневежская региональная комендатура
    - Штаб региональной комендатуры
    - Центр воинской повинности
    - 1-й комендантский батальон
    - 2-й комендантский батальон
    - (Ещё 4 батальона опционально)
    - Военная комендатура Биржайского района
      - Штаб комендатуры
      - Отделение воинской повинности
      - Комендантская рота

    - Военная комендатура Купишкского района
      - Штаб комендатуры
      - Отделение воинской повинности
      - Комендантская рота

    - Военная комендатура Паневежского района
      - Штаб комендатуры
      - Отделение воинской повинности
      - Комендантская рота

    - Военная комендатура Пасвальского района
      - Штаб комендатуры
      - Отделение воинской повинности
      - Комендантская рота

    - Военная комендатура Рокишкского района
      - Штаб комендатуры
      - Отделение воинской повинности
      - Комендантская рота

    - Военная комендатура Аникщяйского района
      - Штаб комендатуры
      - Отделение воинской повинности
      - Комендантская рота

    - Военная комендатура Зарасайского района
      - Штаб комендатуры
      - Отделение воинской повинности
      - Комендантская рота

    - Военная комендатура Игналинского района
      - Штаб комендатуры
      - Отделение воинской повинности
      - Комендантская рота

    - Военная комендатура Молетского района
      - Штаб комендатуры
      - Отделение воинской повинности
      - Комендантская рота

    - Военная комендатура Утенского района
      - Штаб комендатуры
      - Отделение воинской повинности
      - Комендантская рота

    - Военная комендатура Висагинская
      - Штаб комендатуры
      - Отделение воинской повинности
      - Комендантская рота

  -  Алитусская региональная комендатура
    - Штаб региональной комендатуры
    - Центр воинской повинности
    - 1-й комендантский батальон
    - 2-й комендантский батальон
    - (Ещё 4 батальона опционально)
    - Военная комендатура Друскининкайская
      - Штаб комендатуры
      - Отделение воинской повинности
      - Комендантская рота

    - Военная комендатура Лаздийского района
      - Штаб комендатуры
      - Отделение воинской повинности
      - Комендантская рота

    - Военная комендатура Варенского района
      - Штаб комендатуры
      - Отделение воинской повинности
      - Комендантская рота

    - Военная комендатура Мариямпольская
      - Штаб комендатуры
      - Отделение воинской повинности
      - Комендантская рота

    - Военная комендатура Вилкавишкского района
      - Штаб комендатуры
      - Отделение воинской повинности
      - Комендантская рота

    - Военная комендатура Калварийская
      - Штаб комендатуры
      - Отделение воинской повинности
      - Комендантская рота

    - Военная комендатура Казлу-Рудская
      - Штаб комендатуры
      - Отделение воинской повинности
      - Комендантская рота

    - Военная комендатура Шакяйского района
      - Штаб комендатуры
      - Отделение воинской повинности
      - Комендантская рота